# Ernst Christoph Barchewitz
Ernst Christoph Barchewitz (geboren 1687 in Groß-Sömmerda; gestorben am 17. Januar 1758 in Erfurt) war ein Offizier der Niederländischen Ostindien-Kompanie (VOC).

## Leben

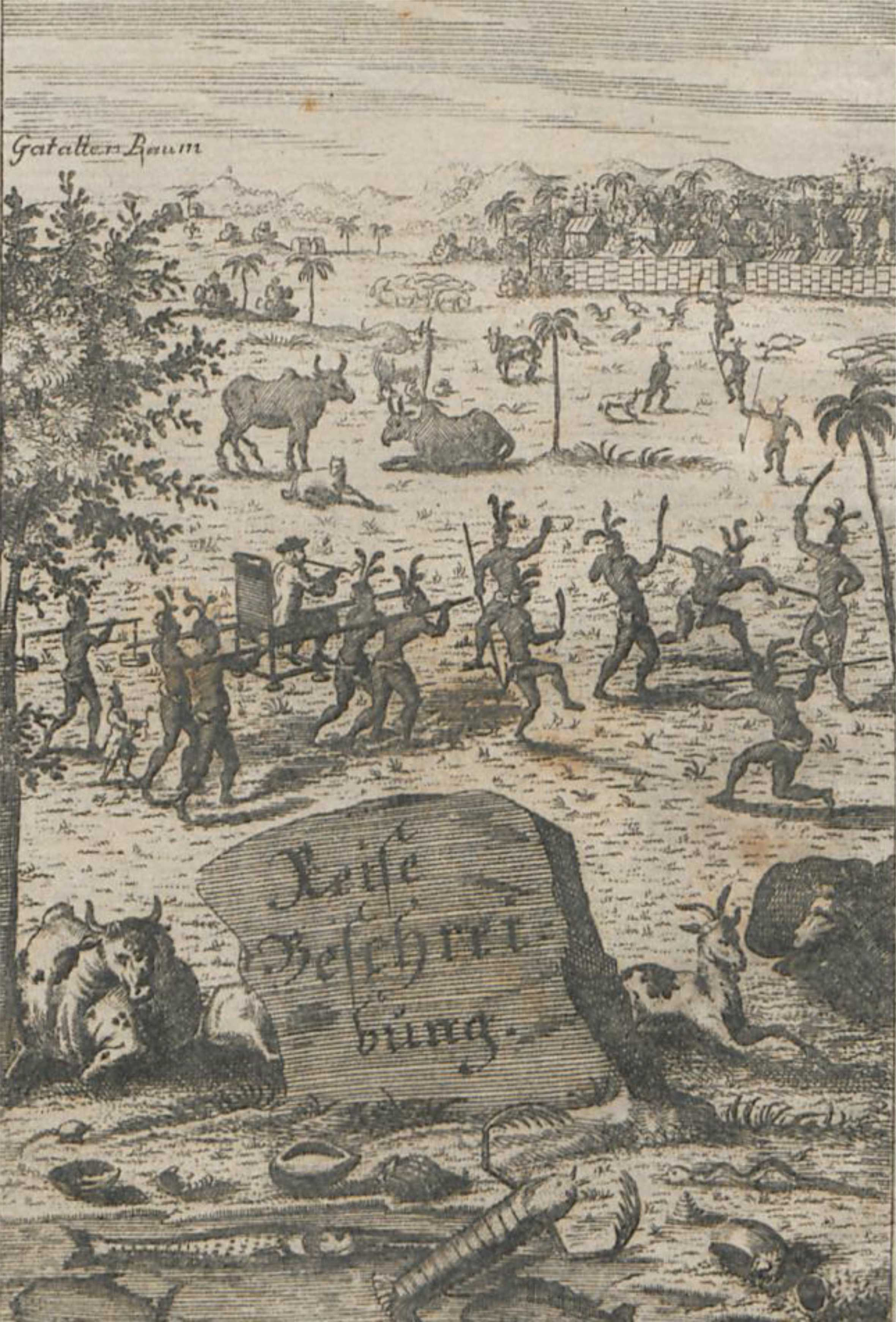
Reisebeschreibung von Ernst Christoph Barchewitz, 1751, Innenseite. Bildmitte: Barchewitz kontrolliert die Insel Leti von einer Sänfte aus.

Barchewitz, ein thüringischer Weißgerber, kam als Angestellter der Kaiserlichen Botschaft in Den Haag nach Holland, heuerte 1711 auf einem Ostindienfahrer an und blieb insgesamt elf Jahre im Malaiischen Archipel. In der VOC stieg er vom einfachen Wachsoldaten bis in den Rang eines Korporals auf. 1714–1720 war er Stellvertreter der Kompanie auf der Insel Leti, wo er für die Belange der Kompanie verantwortlich war. Zu seinen Aufgaben gehörten die Kontrolle der Einheimischen, die keinen Kontakt mit der Bevölkerung des nahe gelegenen Portugiesisch-Timor pflegen durften, wohin traditionelle Handelsbeziehungen bestanden. Auch kontrollierte er die Einhaltung des Verbots der Kultivierung von Muskatbäumen und Gewürznelkenbäumen. Für die Verwaltung der Kompanie auf den Banda-Inseln betätigte er sich auf den Leti-Inseln auch im Handel mit Proviant und Sklaven.
Nach seiner Rückkehr veröffentlichte er 1730 einen Bericht über seine Reisen, der viele Details über Geographie, Flora, Fauna, Sitten und Gebräuche der Inseln enthält, ist aber wegen seiner detaillierten Darstellung der Organisation und Methoden der Kompanie auch für Wirtschaftshistoriker von Interesse. 1752 erschien eine erweiterte Ausgabe des Berichts, die 1756 nochmals in drei Bänden nachgedruckt wurde. Der Historiker Jürgen Osterhammel zählt ihn zu den „literarisch gelungensten Reisebeschreibungen des 18. Jahrhunderts.“

## Barchewitzs Bedeutung
In der Reisebeschreibung von Barchewitz sind viele ungewöhnliche Einzelheiten erwähnt worden, die für Historiker, Politologen, Ethnologen und Naturwissenschaftler eine reichhaltige Quelle von vielseitigen Informationen bietet.

### Geschichtlich und ethnologisch
Vor seiner Abreise nach Niederländisch-Indien war Barchewitz von 1709 bis 1711 Kammerdiener beim kaiserlichen Botschafter, Baron van Heems in Den Haag. Die Feldherren im Spanischen Erbfolgekrieg, Prinz Eugen von Savoyen und der Duke of Marlborough verkehrten beim Arbeitgeber von Barchewitz.
Timor ist die Nachbarinsel von Leti. Als kommandierender Offizier der Niederländischen Ostindien-Kompanie auf Leti musste Barchewitz darüber wachen, dass die Bevölkerung beider Inseln, obwohl sie miteinander verwandt sind, sich nicht treffen durften. Der Ostteil Timors war portugiesisch und ist auch heute noch als unabhängiger Staat Osttimor für die Letinesen Ausland.
Die ausführliche Beschreibung der Bevölkerung von Leti und anderer Südwester-Inseln hinsichtlich Sitten und Gebräuche ist bis heute noch eine wertvolle Quelle für Ethnologen.

### Naturphänomene
In den Annalen der Physik wurde über einen Meteoriten auf Leti berichtet, den Barchewitz 1718 beobachtet hatte. Die abergläubische Bevölkerung auf Leti und Moa musste er beruhigen, indem er ihnen erklärte, dass der Knall kein Kanonen-Schuss war.

„Den 24. Martii Anno 1718 saß ich des Abends um 7 Uhr mit meinen beyden Soldaten in meinem Lust-Häusgen, und schmaucheten eine Pfeiffe Toback, so sahen wir über dem Gebürge auf Lethy einen grossen Klump Feuer aus der Luft fallen; als er nur die Erde erreichet, that er einen Knall wie ein grosser Canonen-Schuß. Es kamen etliche Männer aus der Negerey zu mir gelauffen, und sagten: Sie hätten eine Schuß gehöret, es müste gewiß ein Schiff nicht weit vom Lande in der See seyn. Ich antwortete ihnen, daß wir wohl observiret, wo der Schuß geschehen, sagte auch, was wir gesehen hätten. Nach einer kleinen Weile kamen andere Leute aus dem Felde, die erzehleten, daß sie das Feuer gar eben hätten sehen fallen, und fragten auch: Ob wir den Knall nicht gehöret hätten? Noch demselben Abend langete der Corporal von Moa bey mir an, und forschete: Ob kein Schiff oder Chalouppe auf Lethy angekommen wäre, denn sie hätten einen Canonen-Schuß gehöret? Als ich ihm aber erklärete, was es gewesen, konnte er sich nicht genug darüber verwundern. Wir waren curieus zu sehen, was es gewesen, giengen demnach des andern Tages hinaus, und nahmen die Männer mit. Welche observiret, um welche Gegend ohngefehr das Feuer niedergefallen war: als wir an den Ort gelanget, fanden wir einen Klumpen Zeug, das sahe wie eine Gallerte aus, und glänzete fast wie Silber-Schaum. Was dieses gewesen, und woher dieses entstanden, mögen die Herren Physici ausmachen.“

Der von Johann Friedrich Gmelin 1788 eingeführte Artname Dugong für die Gabelschwanzseekuh geht auf die Beschreibung von Barchewitz zurück, der während seines Aufenthalts auf Leti diese Tiere beobachtet hatte. Seit 2005 steht Dugong dugon in der Roten Liste gefährdeter Arten.
Auf der Insel Damar hatte Barchewitz das Beuteltier Kuskus gesehen und nach der Zubereitung auch verzehrt. Wahrscheinlich handelt es sich um den Grauen Kuskus (Phalanger oreientalis):
Es fället auf Damme des nachts ein so starcker Thau, als wenn es regnete […] Dieser Mann tractirte uns wohl: Er ließ ein Schwein schlachten, und davon sieden und braten, ferner, so hatte er Fische gefangen, die ließ er gleichfalls zu rechte machen, er hatte auch zwey Cussos geschossen, davon ließ er den einen kochen, den andern aber braten. Mein Camerad wollte nicht von den Cuscusen essen, sondern sagte, er hätte einen Abscheu davor: Ich hatte zwar auch mein Lebelang keinen gekostet, doch weil es so appetitlich roch, versuchte ichs, und das Fleisch davon schmeckte, wie an einem Caninichen. Der Cuscus, oder Cussos, siehet an Farbe und Gestalt fast wie ein Murmel-Thier, hat kleine, runde, helle Augen, kurtze Beine, und einen langen kahlen Schwantz, wie eine Ratte, es springet von einem Baume zum andern, wie ein Eichhörnchen, und alsdenn machet es den Schwantz krumm, wie einen Hacken, und hänget sich damit an die Zweige, damit es desto besser die Früchte erreichen kann. Er stincket ein wenig, fast wie ein Fuchs. Unten am Bauche hat es einen Sack, darinnen träget es seine Jungen, welche hinten unter dem Schwantze aus- und einkriechen; wer es nicht weiß, der dencket, daß die Jungen dem Alten in den Leib kriechen. Die Alten springen mit den Jungen im Sacke von einem Baume zum andern.

## Werke
- Allerneueste und wahrhaffte ost-indianische Reise-Beschreibung: … benebst e. ausführl. Land-Charte d. Sudwester- u. Bandanesischen Insulen, welche in anderen Land-Charten nicht gefunden, noch in denen Geographien beschrieben werden J. Christoph & J.D. Stößeln, Chemnitz 1730.
- Der Edlen Ost-Jndianischen Compagnie der vereinigten Niederlande gewesenen commandirenden Officiers auf der Jnsul Lethy, Neu-vermehrte Ost-Indianische Reise-Beschreibung: Darinnen I. Seine durch Teutsch- und Holland nach Jndien gethane Reise; II. Sein eilff-jähriger Aufenthalt auf Java, Banda und den Südwester-Jnsuln, Glücks- und Unglücks-Fälle, seltsame Begebenheiten, auch remarquirte rare Gewächse, Bäume, Früchte, Thiere, Fische, Insecten, Berge, Vestungen, Nationen, Gewohnheiten, Aberglauben der Wilden, und viele andere Denckwürdigkeiten mehr; III. Seine Rück-Reise, der dabey erlittene grausame Sturm, und endlich glücklich erfolgte Ankunft in sein Vaterland, umständliche erzählet wird; Nebst einem vollständigen Register. Johann David Jungnicol, Erfurt 1751 (11092440 im VD 18.)